# Jean Pellerin
Pour les articles homonymes, voir Pellerin.
Jean Pellerin, né le 24 avril 1885 à Pontcharra (Isère) et décédé le 9 juillet 1921 au Châtelard (Savoie), est un poète, romancier et journaliste français membre de l'École fantaisiste.

## Biographie
Pellerin, poète moderne et tendre, affiche une liberté narquoise et sait adroitement cacher une nature désespérée. Lors de son service militaire à Grenoble, il rencontre Francis Carco. Avec ce dernier, Tristan Derème, Léon Vérane, Jean-Marc Bernard et Robert de la Vaissière, il fondera l'École fantaisiste. Délaissant la papeterie paternelle il monte à Paris où il fréquente la bohème littéraire, à commencer par le cabaret Au Lapin Agile. Il collabore à de nombreuses revues littéraires, Le Feu, L'Oliphant, Isis, La Phalange, Schéhérazade, Le Divan, Les Petites Feuilles (qu'il fonde avec Carco en 1909), et notamment à la Revue critique des idées et des livres, au Gil Blas et à La Vie parisienne. Pour gagner sa vie, il écrit des romans inégaux tantôt sous son nom, tantôt sous des pseudonymes. Il s'illustrera également par sa maîtrise du pastiche et forgera un faux Mallarmé qui fera date. Pendant la guerre, il participe aux combats à Ypres puis sert comme agent de liaison avant d'être sergent-fourrier d'un groupe d'aviation. À partir de l'été 1919, il entame une relation sérieuse avec Fernande Olivier. Il fut même question de mariage. Eprouvé physiquement et atteint par la tuberculose, il part se reposer en 1921 au Châtelard dans le massif des Bauges, près de son lieu de naissance Pontcharra. Il y meurt peu après et est enterré à Chambéry. Francis Carco rassemblera les poèmes de Pellerin dans un recueil posthume, Le Bouquet inutile.
Les traits de Jean Pellerin nous sont conservés par le portrait qu'en fit le peintre Maurice Asselin en 1920 et que conserve le musée de Grenoble.

## Extrait de "La jeune fille aux pinceaux" p5-6

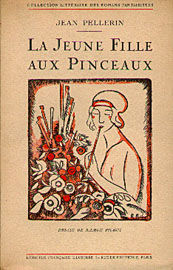
La jeune fille aux pinceaux- Illustration de Ramon Pichot-

" Je suis poète. Il y a bien longtemps, depuis Platon et même avant lui, que ma profession est déconsidérée. Mais moi, j'ai su concilier l'art d'écrire en lignes inégales avec l'estime de mes concitoyens.
Je suis poète commercial. Je compose des strophes pour les pâtes épilatoires. Avez-vous des confitures, des libérateurs d'intestins, des vins roboratifs, des sirops saccharinés à vendre ? Adressez-vous à moi. Je dresserai tout autour du nom de votre drogue des festons de rimes, d'hémistiches, j'assemblerai les triolets en gerbe. Je trouverai pour la ballade laudatrice le refrain typique qui se gravera dans la mémoire des consommateurs.
Je gagne largement ma vie. Je l'aurais gagnée mieux encore si je n'avais perdu le meilleur client qui m'était destiné - perdu par ma faute.
Célibataire, je prends tous mes repas à l'Andouillette, qui est un petit restaurant des Batignolles et où se fait, je ne crains pas de la dire, la meilleure chère de Paris."

## Œuvres

### Théâtre
- Le goût du toc, comédie en 1 acte (1912) en collaboration avec René Bergeret (pseudonyme de René Blum 1878-1942)
- L'essor...nettes de l'année, revue en deux actes (1912) en collaboration avec Géo Daumas et Jean plouviez[1]
- Riboulet déménage , comédie en 1 acte (1914) en collaboration avec René Bergeret  (la publication de cette pièce a été suspendu par la guerre)

### Livres
- Ce petit Cahier contient quatre Poèmes, lesquels ont été composés par MM. Francis Carco, Tristan Derème, Jean Pellerin et Léon Vérane. Tarbes, (1911) cette petite plaquette donna le coup d'envoi de l'École fantaisiste
- Le petit carquois, Epigrammes (1913) en collaboration avec André du Fresnois réédition en 1987, avec une introduction par Georges Schmits
- Le Copiste indiscret, pastiches (1919)
- La Jeune fille aux pinceaux, roman (1919)
- La Dame de leurs pensées, roman (1920)
- La Mégère amoureuse, roman (1921)
- Sous le règne du débauché, roman (1921)
- La Romance du retour, poème (1921) ornée d'un portrait de l'auteur en lithographie par Raoul Dufy
- Le Dîner des bons ménages, suivi de Miguel l'Aragonais, roman (1922) Illustration de Chas Laborde
- L'Évadé de l'enfer, roman (1922)
- Cécile et ses amours, roman (1923)
- Le Bouquet inutile (1923), recueil poétique mis en forme par Francis Carco, réédition en 1954 avec des notes d'Yves-Gérard Le Dantec
- Tartine, nouvelle (1923)
- Figures d'aujourd'hui, portraits (1923) en collaboration avec Gaston Picard, illustrations de Chana Orloff
- Douze contes du Gil Blas, contes (1983), publiés sous le pseudonyme de Clément Carel au Gil Blas en 1912-1913, édition de Georges Schmits
- Quatre chansons de Bilitis et un poème inédit, poèmes (1987), édition de Georges Schmits

### Romans feuilletons
- Esclave et roi, La lanterne du 15 juin 1914 au 2 août 1914 signé du pseudonyme de Jacques Lagravière et écrit en collaboration avec André du Fresnois. La guerre en suspendit la publication et ce roman ne fut jamais achevé.
- Les Vainqueurs de l'Atlantique, La Lanterne du 5 mars au 19 avril 1920 et signé du pseudonyme Jean Prévaudière
- Le Trésor de Kériolet, La Lanterne du 19 mars au 26 mai 1920 et signé du pseudonyme Jean Prévaudière
- Le Roi doré, Roman d'aventures au Far-West, La Lanterne du 25 octobre au 27 novembre 1920

### Articles de presse
- « Portraits de Colette et de Georges Courteline », illustrations d'André Foy, La Baïonnette, n°220, 18 septembre 1919.

## Citation
« Dois-je l'écrire le premier ? On n'a pas fait encore à Jean Pellerin la place qu'il méritait d'avoir et qu'il aura parmi tant de poètes où seuls, peut-être, Guillaume Apollinaire et quelques-uns de ses amis le mettaient malgré lui. Comment l'aurait-on fait ? Jean Pellerin n'était pas glorieux. Il n'avait de souci que de ses sympathies, de son travail et son empressement à rendre service à tous. Plus que ses vers, il chérissait la poésie ; plus que l'ambition, le talent... »

— Francis Carco

## Odonymie et hommage
- Un portrait de Jean Pellerin peint par Maurice Asselin est conservé au musée de Grenoble[2].